# Merynos
Merynos – jezioro w woj. warmińsko-mazurskim, w powiecie iławskim, w gminie Susz, leżące na terenie Pojezierza Łasińskiego.

## Dane morfometryczne
Powierzchnia zwierciadła wody wynosi 9,0 ha.

## Hydronimia
Według urzędowego spisu opracowanego przez Komisję Nazw Miejscowości i Obiektów Fizjograficznych (KNMiOF) nazwa tego jeziora to Merynos. W niektórych publikacjach jezioro to występuje pod nazwą Mergnos.